# アオウスの戦い
アオウスの戦い（アオウスのたたかい）は、第二次マケドニア戦争中の紀元前198年 に発生した、共和政ローマとアンティゴノス朝マケドニアの戦闘である。戦闘は現在のアルバニアのテペレーネ（en）とケルキレ（en）の間で行われた。ローマ軍の指揮官は執政官ティトゥス・クィンクティウス・フラミニヌスであり、マケドニア軍はピリッポス5世が率いた。戦いはフラミニヌスが勝利し、両者は翌年に再びキュノスケファライで戦うこととなる。

## 経緯
ピリッポス5世はアオウス川沿いの渓谷に強力な拠点を築き、マケドニアへの進路を塞いでいた。しかし、ローマ軍は現地で案内人を雇い、4,300人の軍団兵が背後に回ることに成功した。狭い渓谷で挟み撃ちにされることを恐れたピリッポス5世は脱出を試みるが、2,000名の兵士と全ての物資を失った。これでローマはテッサリアに侵攻することができた。勝利したフラミヌスであるが、自身にインペリウム（軍事指揮権）が翌年も与えられるか不明であったために、ピリッポスとの講和交渉を開始する。

## 参考資料
- Robert Firth (1 February 2013). Beat the Drum Slowly. eBookIt.com. ISBN 978-1-4566-0840-8.
- Rickard, J (5 November 2008), Battle of the Aous, 24 June 198BC

座標: 北緯40度38分34秒 東経19度19分2秒 / 北緯40.64278度 東経19.31722度